# Шерродсвілл (Огайо)
Шерродсвілл (англ. Sherrodsville) — селище (англ. village) в США, в окрузі Керролл штату Огайо. Населення — 222 особи (2020).

## Географія
Шерродсвілл розташований за координатами 40°29′40″ пн. ш. 81°14′39″ зх. д. / 40.49444° пн. ш. 81.24417° зх. д. (40.494500, -81.244098).  За даними Бюро перепису населення США в 2010 році селище мало площу 0,82 км², уся площа — суходіл.

## Демографія
Згідно з переписом 2010 року, у селищі мешкали 304 особи в 113 домогосподарствах у складі 84 родин. Густота населення становила 372 особи/км².  Було 122 помешкання (149/км²).
Расовий склад населення:
| - 98,4 % — білих - 1,0 % — корінних американців |

До двох чи більше рас належало 0,3 %. Частка іспаномовних становила 0,3 % від усіх жителів.
За віковим діапазоном населення розподілялося таким чином: 26,6 % — особи молодші 18 років, 62,5 % — особи у віці 18—64 років, 10,9 % — особи у віці 65 років та старші. Медіана віку мешканця становила 36,5 року. На 100 осіб жіночої статі у селищі припадало 108,2 чоловіків;  на 100 жінок у віці від 18 років та старших — 95,6 чоловіків також старших 18 років.
Середній дохід на одне домашнє господарство  становив 46 851 долар США (медіана — 40 625), а середній дохід на одну сім'ю — 55 223 долари (медіана — 43 750). За межею бідності перебувало 14,7 % осіб, у тому числі 4,3 % дітей у віці до 18 років та 6,9 % осіб у віці 65 років та старших.
Цивільне працевлаштоване населення становило 124 особи. Основні галузі зайнятості: освіта, охорона здоров'я та соціальна допомога — 29,0 %, виробництво — 25,0 %, роздрібна торгівля — 11,3 %, науковці, спеціалісти, менеджери — 5,6 %.